# Malaica, Dolj
Malaica este un sat în comuna Cerăt din județul Dolj, Oltenia, România.
Satul a fost inundat de râul Desnățui în anul 1990, locuitorii mutându-se la 2km distanță,  în satul Cerăt, care este situat la o altitudine mai mare. 